# Colonsay Golf Course
Colonsay Golf Course is een golfbaan in Machrins op het eiland Colonsay in Schotland. De golfbaan heeft 18 holes en beschikt niet over een driving range of een clubhuis. Colonsay Golf Course is opgericht in 1775.
Voormalig minister-president van Schotland, Alex Salmond, heeft op de golfbaan gespeeld.

## Geschiedenis
Colonsay Golf Course is aangelegd in 1775 en werd lange tijd onderhouden door het bijgelegen hotel. Na de Eerste Wereldoorlog kregen de holes hun namen van David Todd, die met een paar vrienden bekendstond als "The Colonsay Thiefs". Een bijgelegen boerderij werd destijds als clubhuis gebruikt.
In de Tweede Wereldoorlog werd Colonsay Golf Course gesloten, omdat het moest plaats maken voor een kleine militaire basis. De golfbaan opende weer in 1978. Hiervan is nog een landingsbaan te zien, die in 2006 werd geasfalteerd.

## Scorekaart
| Hole   | Afstand (m) | Par |
| ------ | ----------- | --- |
| 1      | 285         | 4   |
| 2      | 290         | 4   |
| 3      | 248         | 4   |
| 4      | 242         | 5   |
| 5      | 182         | 3   |
| 6      | 275         | 4   |
| 7      | 358         | 5   |
| 8      | 218         | 4   |
| 9      | 188         | 3   |
| 10     | 124         | 3   |
| 11     | 238         | 4   |
| 12     | 296         | 4   |
| 13     | 147         | 3   |
| 14     | 344         | 5   |
| 15     | 146         | 3   |
| 16     | 312         | 5   |
| 17     | 113         | 3   |
| 18     | 338         | 5   |
| Totaal | 4.345       | 70  |